# Персі Мейфілд
Персі Мейфілд (англ. Percy Mayfield ; 12 серпня 1920 , Мінден, Луїзіана  — 11 серпня 1984 , Лос-Анджелес, Каліфорнія ) — американський виконавець ритм-енд-блюзу. Відомий як автор пісень Please Send Me Someone to Love та Hit the Road Jack. Остання здобула популярність у виконанні Рея Чарльза.

## Життєпис
Народився в Мінден (штат Луїзіана). Поетичний талант у нього виявився у юності. Виступи розпочав у Техасі, потім, 1942 року, переїхав до Лос-Анджелеса. 1947 року звукозаписний лейбл Swing Time Records підписав із Персі контракт на запис його пісні «Два роки тортур» (англ. Two Years of Torture) із групою, до якої входили саксофоніст Максвелл Девіс , гітарист Чак Норріс та піаніст Віллард Макденіел. У наступні кілька років платівка здобула популярність, завдяки чому 1950 року Арт Руп та його лейбл Specialty Records підписали з Мейфілдом контракт .
Наприкінці 1950 року його пісня Please Send Me Someone to Love стала хітом, потрапивши на перше місце в американському R&B чарті. Далі були ще шість R&B-хітів, що увійшли в топ-10, серед яких, Lost Love і The Big Question.
1952 року, на піку популярності, Мейфілд серйозно постраждав у автокатастрофі, повертаючися з виступу в Лас-Вегасі в Лос-Анджелес. Він був пасажиром на передньому сидінні автомобіля, коли автомобіль врізався в задню частину нерухомої вантажівки, і його завалило уламками. Хоча на місці події Мейфілда оголосили мертвим, зрештою, провівши два роки в лікарні, він видужав. Пригода понівечила його обличчя, тому Персі припинив кар'єру співака.
Від 1961 року щонайменше 15 його пісень записав Рей Чарльз.
Помер від серцевого нападу 11 серпня 1984 року вдома в Лос-Анджелесі, за день до свого 64-го дня народження. На похороні Літл Річард виконав пісні Thank You, Jesus і Swing Low, Sweet Chariot.

## Дискографія

### Альбоми
| Рік  | Альбом                              | Лейбл             |
| ---- | ----------------------------------- | ----------------- |
| 1966 | My Jug and I                        | Tangerine Records |
| 1969 | Walking on a Tightrope              | Brunswick Records |
| 1970 | Weakness Is a Thing Called Man      | RCA Victor        |
| 1970 | Percy Mayfield Sings Percy Mayfield | RCA Victor        |
| 1971 | Blues… and Then Some                | RCA Victor        |
| 1971 | Bought Blues                        | Tangerine Records |
| 1983 | Hit the Road Again                  | Timeless Records  |

### Сингли
| Рік  | Сингл                                                     | Найвища позиція у чартах | Найвища позиція у чартах |
| Рік  | Сингл                                                     | US Pop                   | US R&B                   |
| ---- | --------------------------------------------------------- | ------------------------ | ------------------------ |
| 1950 | Please Send Me Someone to Love / Strange Things Happening | 1 7                      |                          |
| 1951 | Lost Love                                                 | -                        | 2                        |
| 1951 | What a Fool I Was                                         | -                        | 8                        |
| 1951 | Prayin' for Your Return                                   | -                        | 9                        |
| 1952 | Cry Baby                                                  | -                        | 9                        |
| 1952 | The Big Question                                          | -                        | 6                        |
| 1963 | River's Invitation                                        | 99                       | 25                       |
| 1970 | To Live the Past                                          | -                        | 41                       |
| 1974 | I Don't Want to Be the President                          | -                        | 64                       |